# 마이클 잭슨의 죽음
2009년 6월 25일, 미국의 가수 마이클 잭슨은 로스앤젤레스의 홈비 힐스 인근 노스캐롤우드 드라이브 자택에서 프로포폴과 벤조디아제핀 급성 중독으로 사망했다. 개인 의사 콘래드 머레이는 잭슨의 방에서 맥박이 약한 채 숨을 쉬지 않는 그를 발견하고 심폐소생술을 실시했으나 소용이 없었으며, 경비가 오후 12시 21분(태평양 연안 표준시) 911로 전화 후 현장에서 구급대원의 치료를 받았으나 로널드 레이건 UCLA 메디컬 센터에서 사망선고를 받았다고 전했다.
2009년 8월 28일, 로스앤젤레스 카운티 검시관은 잭슨의 죽음을 살인으로 결론지었다. 잭슨은 프로포폴과 항불안제 벤조디아제핀, 로라제팜, 미다졸람을 의사에게 투여받았었다. 머레이는 2011년 과실치사로 4년형을 선고 받았으나 성실한 수형으로 2년만 복역했다.
잭슨의 죽음은 전 세계적인 반향을 불러일으켰고, 전례 없는 인터넷 트래픽 급증과 그의 음악 판매고 급신장을 만들어냈다. 그는 2009년 7월부터 2010년 3월까지 런던 O2 아레나에서 있을 일련의 컴백 콘서트를 준비하고 있었다. 2009년 7월 7일 다운타운 로스앤젤레스의 스테이플스 센터에서 잭슨을 위한 공개 추도식이 열렸는데, 그곳은 그가 죽기 전날 밤 런던 콘서트를 위해 리허설을 한 곳이다. 이것은 전 세계에 생중계되어 약 10억 명의 시청자를 모았다.

## 사망

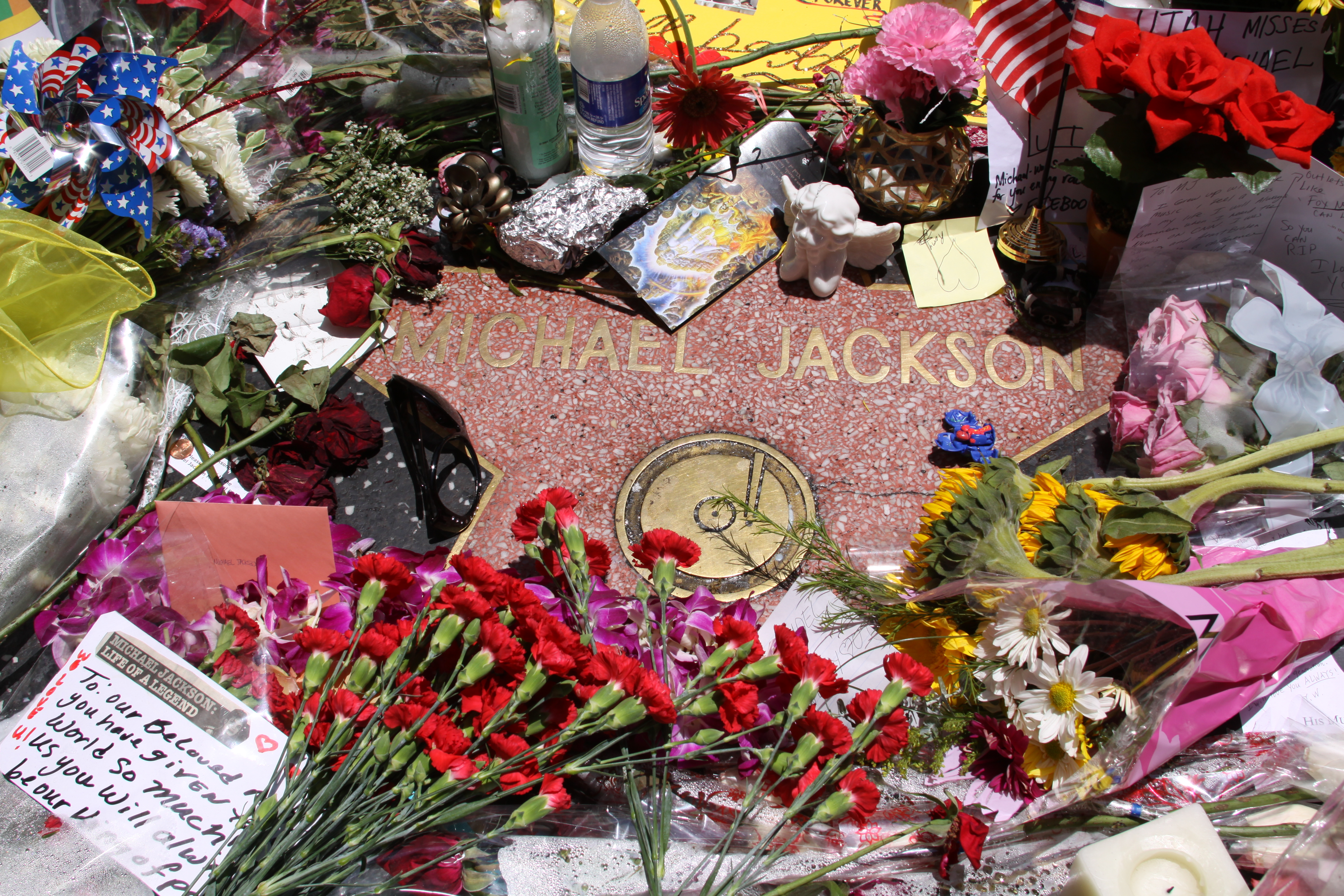
잭슨의 사망 소식이 보도되고 많은 팬들은 그의 할리우드 명예의 거리에 꽃을 두고 갔다.

2009년 6월 25일 캘리포니아주에 있는 그의 저택에서 프로포폴 과다 투여로 인한 심장마비로 51세의 나이로 세상을 떠났다. 당시 주치의 콘레드 머레이가 정맥 주사로 프로포폴을 주사하는 과정에서 기본 투여량보다 과도하게 투약한 것이 원인이었다. 12시 22분 911을 부르고 의료진과 구급대원들이 3분 만에 마이클의 맨션으로 출동했다. 주치의는 마이클 잭슨에게 법정에서 2.5ml의 프로포폴을 주입했다고 말했으나, 그의 집에서 다쓴 프로포폴 100ml 병이 발견되었다. 참고로, 그의 공식적인 사인은 프로포폴과 벤조디아제핀 중독으로 추후 발표되었다.
1시 13분 인근 병원인 Ronald Reagan UCLA Medical Center로 이송되었고, 2시 26분 병원관계자는 마이클이 사망했다고 발표했다. 주치의 콘래드 머레이는 여자친구와 지인에게 약 40분가량 통화한 뒤 911에 신고한 것으로 확인되었다.
마이클 잭슨이 사망했다는 소식이 보도되고 언론에서는 마이클의 죽음에 대해 근거없는 추측을 했다. 타블로이드지의 주사바늘, 자살, 슈퍼 박테리아, 피부암, 성형 후유증 보도 등이 이어졌지만 부검 결과 마이클 잭슨은 사망 당시 50세 미국인의 건강에 비춰봤을 때 건강한 수준이었던 것으로 확인됐다.
마이클의 사망 소식이 보도되고 뉴스 웹사이트는 사용자 폭주로 빠르게 과부하에 걸린다. 마이클의 사망 소식을 최초 보도한 TMZ와 뉴욕타임즈는 서버 폭파 현상을 겪었으며, 구글은 마이클 잭슨 검색어 량이 수백만씩 폭등하자 DDoS 공격으로 간주하고 30분동안 마이클 잭슨 관련 검색을 차단했다.
7월 7일 로스앤젤레스에 있는 스테이플스 센터에서 그의 장례식이 거행됐다. 장례식에는 자넷 잭슨, 스티비 원더, 스모키 로빈슨, 어셔, 라이오넬 리치, 제니퍼 허드슨, 저메인 잭슨 등이 참석했으며, 마이클의 딸인 패리스 잭슨이 모습을 드러냈다. 또한 마이클의 딸인 패리스 마이클 캐서린 잭슨은 아빠는 최고였으며 정말 사랑한다고 추도사를 읽었다. 9월 13일에는 마돈나가 'VMA'에서 황제여 영원하라며 마이클을 추모했다.
9월 3일, 사망 70일 만에 글렌데일의 포리스트론 공원묘지에 안장되었다.
12월 28일 AP통신이 미국 기자들을 대상으로 2009년 10대 연예뉴스를 선정한 결과 마이클의 죽음은 1위를 차지했다. AP는 "팝의 역사에서 가장 중대하고 충격적인 죽음"이라고 뒷붙였다.
2010년 1월 11일, LA카운티 검시소에서 마이클 잭슨에 대한 검시기록의 일부를 공개했다. 이에 따르면 마이클 잭슨의 사인이 타인에 의해 주사 된 정맥내의 과량의 프로포폴 및 약물에 의한 살인 (Homicide)으로 명시됐다.
2011년 1월 25일 LA지방검사보 데이비드 월그렌은 마이클 잭슨의 주치의 콘래드 머레이를 2급 살인죄로 기소했다. 2011년 11월 7일 콘레드 머레이는 유죄 판결을 받는다.
2014년 'YouGov'라는 유명 여론조사 업체에서 미국인에게 마이클 잭슨에 대한 여론조사를 실시했다. 응답자의 61%가 마이클에게 호감을 가지고 있다며 응답했다. 32%는 비호감을 표시했다. 이는 11년 전인 2003년 갤럽의 여론조사인 호감 18% 비호감 65%와는 상반되는 결과다.

## 사후
10월 28일 영화 마이클 잭슨의 디스 이즈 잇이 2주동안 개봉되었다. 영화는 빠른 속도로 매진됐으며 특히, 영국에선 티켓 판매 역사상 가장 빨리 많이 팔린 기록을 세웠다. 동명의 앨범인 This Is It이 같은 해 10월 26일에 발매됐다. 또, 이 앨범에 실린 싱글인 'This is it'이 발매됐으며, 빌보드차트에서 앨범은 1위, 싱글은 43위에 머물렀다. 2009년 12월 24일 미국 FBI는 마이클 잭슨에 대한 수사 파일들을 공개했다. 여기에는 살해 협박 편지등을 포함해 마이클 잭슨의 아동 성추행 수사 파일들도 들어있다. 이 정보 공개를 통해 그가 아동 성추행에 혐의가 없음을 다시 확인하게 됐다.
2010년 2월 52번째 그래미 어워드에서 '평생 공로상'을 아들과 딸이 대리수상 받는다. 2010년 11월, 에픽 레코드와 마이클 잭슨 재단은 그의 첫 사후앨범인 《Michael》를 발매한다. 첫 싱글은 지난 2007년과 2008년에 R&B 가수인 에이콘과 작업했으나, 유출됐던《Hold My Hand》가 첫 싱글이다. 빌보드 200 3위를 기록했다. 수록된 몇몇 곡은 마이클 잭슨의 목소리가 맞는 지에 대한 논란 또한 벌어졌다.
2013년 5월 '웨이드 롭슨(Wade Robson)'이라는 댄서가 마이클 잭슨의 1조 이상 부동산에 대해 보상 청구권을 냈다. 롭슨은 2011년 신경쇠약으로 쓰러진 뒤 병원에서 치료를 받던 도중 억압된 기억이 해방돼 마이클에게 성추행 당한 기억이 생각났다고 주장한다. 그러나 이 주장은 2015년 5월 26일 미국 LA 대법원이 근거가 없다고 기각함으로 사건은 종결됐다. 이 시기를 틈타 타블로이드 언론들은 사실 확인되지 않은 정보를 퍼뜨렸다. 타블로이드 언론들의 기사에 마이클 잭슨 유산 관리원 측은 '당신들이 본 타블로이드 기사는 사실이 아니며 마이클로 이익을 얻기 위한 타블로이드 언론들의 보도를 매우 혐오한다. 팬들이 우리와 함께 마이클의 업적을 보호하는데 함께 했으면 좋겠다' 고 성명을 발표했다. 또한, CNN에서는 타블로이드 언론들의 보도를 직접 반박했다.
2014년 5월 사후 마이클의 미발표곡을 모은 앨범《Xscape》가 발매된다. 마이클의 미공개 작업물에 자유 열람 권한을 가진 에픽 레코드의 대표이자 CEO인 엘 에이 리드(L.A. Reid)를 통해 1983년부터 1993년 사이에 녹음된 총 8곡이 수록된다. 그 중 5월 2일 아이튠즈를 통해 선공개된 첫 싱글 《Love Never Felt So Good》은 공개 24시간만에 차트 5위권에 올랐을 뿐 아니라, 17개국에서 1위를 석권하고 67개국에서 5위권 안에 진입했다. 이로써 이 싱글은 마이클의 통산 49번째 HOT 100 차트 진입곡이 됐다. 앨범은 발매와 동시에 49개국 아이튠즈에서 앨범 차트 1위에 올랐으며 빌보드 200에서 2위를 기록했다. 《Love Never Felt So Good》은 빌보드 9위에 올라 마이클 잭슨은 50년대에 걸쳐 빌보드 TOP 10에 진입한 유일한 가수가 됐다. 2015년 1월 11일 기준으로 이 앨범은 1,523,000장이 팔린 것으로 집계됐으며 이는 2014년 판매된 앨범 중에서 14위에 해당되는 판매량이다.
5월 19일 열린 2014 빌보드 뮤직 어워즈에서는 마이클 잭슨의 홀로그램 퍼포먼스를 공개했다. 컴퓨터 그래픽으로 돌아온 마이클 잭슨은 16명의 댄서들과 춤을 선보였으며 문워크를 선보인다. 1년이 넘는 준비기간과 100여 명의 스태프들이 동원됐다.
마이클 잭슨의 네버랜드가 콜로니 캐피털에 의해 매각될 것이라는 소식이 들렸다. 마이클 잭슨의 유산 관리원은 이같은 소식에 매우 낙담스럽고 슬프다고 성명을 발표했다. 마이클 잭슨은 2008년 콜로니 캐피털과 네버랜드 합작투자를 위해 계약을 체결하였는데 콜로니 캐피털이 투자를 하면 할수록 콜로니 캐피털이 소유하는 지분은 늘어난다. 지난 6년 동안 콜로니는 네버랜드의 500억 이상을 투자한 것으로 추정되며 네버랜드를 매각할 수 있는 권리 또한 가지게 됐다.
마이클 잭슨의 사후 소득이 1억 달러 이상이라는 뉴스가 보도됐다. 이는 생존 가수들보다 훨씬 높은 것으로 그의 인기와 상업성이 죽어서도 끝나고 있지 않다는 것을 말해준다.
2015년 12월달 'Thriller' 앨범은 RIAA에서 3000만장 판매(30X platinum)을 인증받았다. 미국 내 최초 3000만장 판매 앨범이라는 신기록을 세운 것이다.